# Тигриный заповедник Калаккад Мундантураи
Тигриный заповедник Калаккад Мундантураи (ТЗКМ, англ. Kalakkad Mundanthurai Tiger Reserve [KMTR], களக்காடு முண்டந்துறை புலிகள் சரணாலயம் на тамильском) расположен в южной части Западных Гатов, в округах Тирунелвели и Каньякумари южноиндийского штата Тамилнад. Это второй по площади заповедник штата (после природного заповедника Сатьямангалам в округе Ироду).

## История
Тигриный заповедник Калаккад Мундантураи был создан в 1988 путём слияния заповедников Калакад (251 км²) и Мундантураи (567 км²), оба эти заповедника, в свою очередь, были основаны в 1962. В апреле 1996 к заповеднику также были добавлены часть охраняемых лесов Вирапули и Киламалаи в округе Каньякумари, но статус этих территорий пока под вопросом. 400 км² территории заповедника представляют собой национальный парк.
28 августа 2010 года Национальный комитет охраны тигра подтвердил, что на территории заповедника реализуется проект «Тигр», на соответствующую работу в 2010—2011 гг. планировалось затратить 19433 тысячи индийских рупий (около 301500 долларов США).

## География
Заповедник расположен между 8° 25' и 8° 53' северной широты и 77° 10' и 77° 35' восточной долготы, примерно в 45 км к западу от города Тирунелвели, на территории заповедника находятся бассейны 14 рек и ручьёв. Среди этих рек и ручьёв можно назвать Манимутар и Гадананати, а также несколько других, они образуют основную водную сеть заповедника, а также снабжают водой города Тирунелвели и Турикорин, равно как и часть округа Каньякумари. На реках заповедника возведено 7 крупных дамб.
Заповедник расположен на высотах от 40 до 1800 метров над уровнем моря. Главная вершина заповедника — гора Агастьямалай (1681 метр над уровнем моря).

## Охрана природы
Тигриный заповедник Калаккад Мундантураи является частью биосферного резервата Агастьямалай, расположенного на территории двух индийских штатов: Керала и Тамилнад. Эта часть гор Агастьямалай является ядром ТЗКМ и считается МСОП одним из 5 центров биоразнообразия и эндемизма в Индии. Агастьямалай — часть массива Западные Гаты, полностью включающая в себя территорию ТЗКМ — рассматривается UNESCO как один из объектов всемирного наследия.
Фонд Ашоки для Исследования Экологии и Окружающей среды (англ. Ashoka Trust for Research in Ecology and the Environment [ATREE]) разработал и реализовал в ТЗКМ природоохранную программу, благодаря которой местное население стало меньше зависеть от леса как от источника топлива, а также стало лучше понимать, как важно сохранить биологическое разнообразие в этом регионе.
Фонд Ашоки издаёт посвящённую делам заповедника газету «Agasthya», где публикуются новости, касающиеся исследовательских проектов и природоохранной деятельности в ТЗКМ. В первом номере газеты были такие статьи как: «Заповедник для саговника Cycas circinalis», «Тигры почти в безопасности», «Вокруг Агастьямалай за 14 дней», «Коридоры — этого недостаточно для четвероногих», «Поведение и миграции капюшонного гульмана в Верхнем Кодайяре, ТЗКМ», «Новости из полога леса», «Общественные и частные земли в селе Агастья: выполнить требования по сохранению биомассы, эксперимент в советах старейшин и в женских коллективах», «Тестирование двуязычного путеводителя», «Репортажи из леса», «Cullenia exarillata: ключевое дерево для птиц?» и «Чай, тигры и апельсины».
На территории штата Тамилнад тигры также охраняются в: национальном парке Мудумалай, национальном парке Индира Ганди, национальном парке Мукуртхи и заповеднике Сатьямангалам.

## Флора и фауна
В ТЗКМ встречается: 150 эндемичных видов растений, 33 энденмичных вида рыб, 37 видов амфибий, 81 вид рептилий, 273 вида птиц и 77 видов млекопитающих — всё это, соответственно, эндемики парка. В 1997 году проведённый в рамках проекта «Тигр» учёт показал, что в парке на тот момент жило: 73 тигра, 79 леопардов, 1755 камышовых котов, 1718 красных волков, ни одного слона, 232 гаура (азиатских буйвола), 1302 замбара, 1966 оленей-аксисов, 8780 нилгирийских таров, 187 кабанов, 172 оленька, 123 медведя-губача, 37 макак-вандеру, 61 индийский макак, 61 капюшонный гульман, 61 гульман, 61 тонкий лори, 61 гигантская белка и 61 крокодил.
С декабря 1987 по март 1988 было исследовано, как именно использует свою среду обитания серая джунглевая курица (Gallus sonneratii) на плато Мундантураи в штате Тамилнад. Проект «Тигр» в настоящее время продолжается.

## Поселения
В ТЗКМ работает большое число сотрудников Энергетического управления, эти люди концентрируются в 3 основных поселениях и работают на 3 дамбах на территории парка. Компания Bombay Burmah Trading Corporation арендует до 2028 года 33,88 км² на территории парка под плантации чая и кофе, обслуживаемые тремя факториями, около 10 000 её сотрудников работают на территории заповедника.
Также на территории парка есть несколько деревень племени кани, в которых проживает около 102 семей. Около 145 мелких хуторов расположено в пределах 5—110 км от восточной границы парка, в них живёт примерно 100 000 человек, в их собственности находится около 50 000 коров, плюс небольшим количеством коров владеют живущие на территории парка сотрудники двух упомянутых выше компаний.